# 中国驻缅甸使馆遇袭事件
中国驻缅甸使馆遇袭事件，是指1967年6月爆发的中国-缅甸关系交恶的事件。

## 事件背景
文化大革命开始后，中央文革小组要求国内有关部门向中国各驻外使馆和领馆寄送大量毛泽东著作、语录、像章和“文革”宣传品，对外宣传中国的极左做法，引起许多国家对中国的怀疑、不满和反感。期间，中国同已建交的或半建交的40余个国家中的30个国家先后发生了外交纠纷，有些国家濒临断交。
1967年6月，中国驻缅甸使馆不顾缅甸政府的劝阻，强行向旅缅华侨和缅甸国民散发《毛主席语录》、毛泽东像章等，此举引起缅方的不满。在历史上，英国殖民者曾在缅甸成立了一个组织，并向缅甸的年轻人发送一种徽章，参加该组织的成员都要佩戴这种徽章，目的是效忠英国君主。因此，缅甸方面对像章的事特别敏感和忌讳，而缅甸政府曾制定法令，不允许学生佩戴外国徽章。

## 事件经过
1967年6月，部分华侨学生因戴毛泽东像章与校方发生纠纷，中缅双方民众多次发生冲突。6月23日，中国大使馆就此向缅甸外交部提出抗议，遭缅方拒绝。当天，缅甸政府封闭了中国女子中学、华侨女子中学，此后又无限期关闭了9所华侨中学和小学。当地中缅双方民众多次发生冲突，造成数十名华侨和学生死亡。6月27日、28日，在缅甸首都仰光，缅甸民众包围并冲击中国驻缅甸大使馆，尽管缅甸政府调来了军队到现场劝阻，但还是有一些人冲入了大使馆，导致中方援缅的一名经济专家被杀害。
6月28日，中国政府向缅甸政府提出最紧急最强烈抗议。中华人民共和国外交部在给缅甸驻华使馆的照会要求缅甸政府立即采取紧急措施，制止事态的进一步恶化，保证中国大使馆和其他中国机构、中国派往缅甸负责中国贷款工程的人员和中国侨民人身和财产的安全，归还被劫去的中国国徽，严惩凶手。6月29日，中国政府发表声明，最强烈最严重抗议缅甸政府反华排华，决定不再派出驻缅大使，并将根据情况的发展采取其他必要措施。

## 事件后续
自6月29日起，北京几十万群众连续在缅甸驻华大使馆门前举行声势浩大的游行示威，在缅甸驻华使馆外的墙上和门前马路两旁，贴满了密密层层的声讨大字报和大标语。为此，周恩来打电话给中国外交部、北京卫戍区司令员傅崇碧，强调：群众只许在使馆外面示威，绝不能冲入使馆，更不能伤害使馆人员。在卫戍区部队的严密控制和疏导下，连续几天的群众示威都没有出现冲砸缅甸使馆的情况。到了7月初，又有一些造反派操纵部分群众准备冲击缅甸驻华大使馆，周恩来及时制止了这一行动。但在7月3日，在天安门广场召开了有10万人参加的午門抗緬大會，会后大批群众还是涌向缅甸驻华使馆，并打砸了使馆的一些设施。截止7月3日，到缅甸使馆前抗议示威的人数累计超过100万。
根据后来的中国国务院副总理、中国外交部部长黄华回忆，缅甸政府曾一再表示，愿同中国保持友好关系，不愿意把关系搞得很紧张。而在中国，由于受到文革极左思潮影响，中央文革小组认为，报纸的调子可以高于政府声明、群众的调子可以高于报纸，要逼缅甸同中国断交。周恩来阻止了逼缅甸政府同中国断交的极左做法，周恩来认为，不怕断交还可以说得过去，这是被动的，如果逼它断交则变成我们是主动的。